# Huntington (ciudad de York)

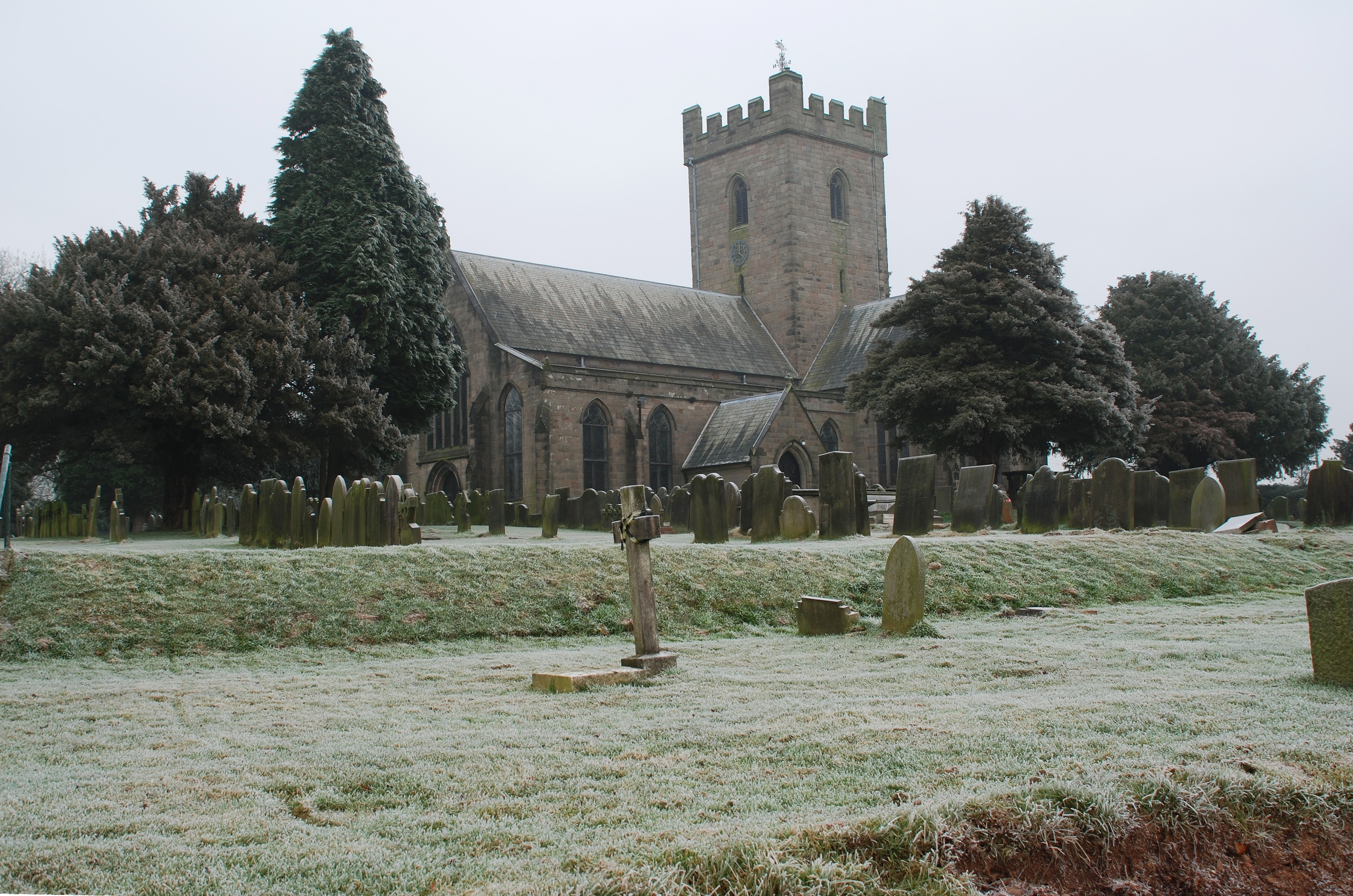
Iglesia de All Saints, Huntington

Huntington es una aldea y parroquia civil en la entidad unitaria de la ciudad de York, en North Yorkshire, Inglaterra, en el río Foss, al norte de York y el sur de Strensall. Antes de 1996 era parte del distrito Ryedale.
Según el censo de 2001 Huntington tenía una población de 9277 habitantes.
Huntington se compone principalmente de tierras bajas, con el punto más alto a 64 metros sobre el nivel del mar. Abarca alrededor de 4.800 acres (19 km 2) y mide unas 4 millas (6 km) de norte a sur y 3 millas (5 kilómetros) de este a oeste.

## Economía

### Las instalaciones locales
El pueblo cuenta con numerosas tiendas, incluyendo una oficina de correos, quioscos, carnicería y farmacia. Además, hay algunas empresas de industria ligera, incluyendo varios garajes de motor. 

### El comercio y la industria
En el centro comercial se encuentran varias cadenas de tiendas nacionales y tres supermercados. El polígono industrial adyacente proporciona empleos a través de varias empresas del sector financiero y de servicios.